# Скрипченко, Вадим Викторович
Вадим Викторович Скрипченко (26 ноября 1975, Малорита, Брестская область, Белорусская ССР, СССР) — белорусский футболист, игравший на позиции полузащитника; главный тренер минского «Динамо».

## Биография

### Клубная карьера
В 14 лет стал заниматься футболом в брестской СДЮШОР-5 (первый тренер — В. В. Тыщенко). В 16 лет переехал в г. Минск и был принят в Республиканское училище Олимпийского резерва (тренер — Ю. А. Пышник). В 1992 году попал в дублирующий состав минского Динамо. С 1993 по 1997 год выступал за «Динамо-93» Минск, в составе которого выиграл Кубок Белоруссии и дважды становился бронзовым призером чемпионата. В начале 1998 года подписал контракт с ФК «БАТЭ» Борисов, с которым в 1999 и 2002 году становился чемпионом Белоруссии. В чемпионском сезоне 1999 года был капитаном команды. В начале 2000 года, после турнира Кубка Содружества, проводимого в Москве, подписал двухлетний контракт с московским ЦСКА. В сезоне 2000 года вышел в стартовом составе ЦСКА на решающий финальный матч за Кубок России, в котором ЦСКА уступил московскому Локомотиву в дополнительное время со счетом 2-3, играя с 12 минуты в меньшинстве, после удаления Максима Бокова. После прихода на пост главного тренера ЦСКА Павла Садырина вместо Олега Долматова, футболист покинул армейский клуб и вторую половину сезона 2000 года провел в ФК"БАТЭ", перейдя в белорусский клуб на правах аренды. В начале 2001 года подписал контракт с ФК"Уралан" Элиста, с которым по итогам сезона вышел в Высший дивизион чемпионата России. После сезона 2001 года вернулся в чемпионат Белоруссии и выступал за ФК «БАТЭ» до конца 2005 года, за исключением сезона 2003 года, который провел в составе ФК"Шахтер" Солигорск на правах аренды. В сезоне 2006 года выступал за витебский «Локомотив». Последним клубом в карьере, в сезоне 2007 года, стал ФК «Савит» Могилев, который по итогам сезона добился права участия в Высшем дивизионе чемпионата Белоруссии.
Провел 30 матчей в еврокубковых турнирах за белорусские клубы, забил в них 2 мяча.
Выступал за юношеские U-16, U-18, молодежную U-21, олимпийскую и национальную сборную Белоруссии. В составе молодежной и олимпийской сборной Белоруссии провел 18 матчей, забил 5 мячей. За национальную сборную Белоруссии сыграл 10 матчей, в которых отметился 2 забитыми мячами.

### Тренерская карьера
Образование — высшее. В 1999 году окончил АФВиС (специальность — «тренер по футболу»). Игровую карьеру завершил осенью 2007 года и перешёл на тренерскую работу в ФК БАТЭ (Борисов), став ассистентом главного тренера. В 2010—2011 годах входил в тренерский штаб национальной сборной Белоруссии, которую возглавлял немецкий специалист Бернд Штанге.
Владеет тренерской лицензией УЕФА категории Pro.
27 декабря 2011 года назначен главным тренером ФК «Минск». В розыгрыше Кубка Белоруссии сезона 2012/13 ФК «Минск» под руководством тренера стал обладателем Кубка Белоруссии, обыграв в финальном матче минское «Динамо» со счётом 1:1 (по пенальти — 4:1). Клуб получил право на участие во 2-м квалификационном раунде Лиги Европы 2013/14, где по сумме двух матчей преодолел сопротивление мальтийской «Валлетты» (1:1, 2:0). Обыграв в 3-м квалификационном раунде по сумме двух матчей шотландский «Сент-Джонстон» (0:1, 1:0, по пенальти 3:2), ФК «Минск» пробился в раунд плей-офф Лиги Европы 2013/14, где уступил путевку в групповую стадию розыгрыша бельгийскому «Стандарду» Льеж (0:2, 1:3).
12 октября 2013 года покинул ФК «Минск» и вскоре вошёл в тренерский штаб краснодарской «Кубани», где стал помогать Виктору Гончаренко. В ноябре 2014 года, после увольнения Гончаренко, покинул команду.
В июне 2015 года стал ассистентом Гончаренко в екатеринбургском «Урале». 2 сентября назначен исполняющим обязанности главного тренера команды. 22 сентября 2015 года, после двух подряд побед в чемпионате РПЛ, утверждён главным тренером. В сезоне 2015/16 «Урал» под руководством тренера занял 8-е место, что является лучшим результатом за время выступлений клуба в РПЛ. 1 ноября 2016 года подал в отставку с поста главного тренера клуба.
3 ноября 2016 года назначен главным тренером ПФК «Крылья Советов» (Самара). Возглавил команду по ходу сезона, имевшую в своём активе 7 очков после 12 туров, сменив бельгийского специалиста Франка Веркаутерена. В 18 матчах под руководством тренера команда одержала 5 побед, 6 раз сыграла вничью и потерпела 7 поражений. 31 мая 2017 года по окончании срока действия трудового договора с клубом тренер покинул команду.
14 августа 2017 года назначен главным тренером ФК «Анжи» (Махачкала). Возглавил команду по ходу сезона, имевшую в своём активе 3 очка после 6-ти туров. По итогам сезона 2017/18 команда заняла 14 место в РПЛ. По сумме двух стыковых матчей за право остаться в РПЛ ФК «Анжи» уступил ФК «Енисей» Красноярск (0:3; 4:3). В связи с тем, что ФК «Амкар» отказался от участия в чемпионате РПЛ сезона 2018/19, клуб сохранил прописку в РПЛ. В мае 2018 года по окончании контракта покинул клуб.
1 августа 2018 года назначен главным тренером ФК «Арарат-Армения» (Ереван), новообразованного клуба. Под руководством тренера команда провела 8 матчей в чемпионате Армении и один в розыгрыше Кубка Армении. Одержала 4 победы, 2 матча завершила вничью и трижды терпела поражения. 25 сентября 2018 года тренер подал в отставку.
3 января 2019 года назначен главным тренером ФК «Торпедо-БелАЗ» (Жодино). Под руководством тренера команда провела 20 матчей в чемпионате и 2 матча в Кубке Белоруссии. Одержала 11 побед, 5 матчей завершила вничью и потерпела 6 поражений. 10 сентября 2019 года тренер и клуб по соглашению сторон прекратили сотрудничество.
4 августа 2020 года назначен главным тренером ФК «Минск». Возглавил команду по ходу сезона, сменив на этом посту Андрея Разина. До назначения специалиста ФК «Минск» провёл 18 матчей в чемпионате Беларуси, в которых набрал 18 очков (5 побед, 3 ничьи и 10 поражений) и занимал 14-е место в турнирной таблице чемпионата Белоруссии. Под руководством тренера команда провела 12 матчей в чемпионате (6 побед, 2 ничьи, 4 поражения) и 2 матча в розыгрыше Кубка Беларуси (2 победы и выход в 1/4 финала). Оставался на должности до конца 2020 года, после чего покинул клуб. В сентябре 2021 года очередной раз возглавил столичный клуб. В ноябре 2022 года покинул пост главного тренера.
21 ноября 2022 года назначен главным тренером минского «Динамо». В сезоне 2023 привёл минское «Динамо» к первому за 19 лет чемпионскому титулу. В декабре 2023 продлил контракт с минским клубом на ещё один сезон. В еврокубковом сезоне 2024/25 во втором квалификационном раунде Лиги чемпионов «Динамо» уступило болгарскому «Лудогорцу» и продолжили играть в Лиге Европы. Уступив «Андерлехту», клуб получил право на участие в групповом этапе Лиги Конференций. Одержав одну победу над «Ларном» из Северной Ирландии и уступив в остальных матчах, «Динамо» выбыло из еврокубков. 25 ноября 2024 года Динамо обыграло БАТЭ 1:0 и за тур до окончания чемпионата в девятый раз в своей истории стало чемпионом Белоруссии. 8 декабря 2024 года специалист был признан тренером года Белоруссии. В конце декабря 2024 года продлил контракт с Динамо на следующий сезон. 22 февраля 2025 года минское Динамо под руководством тренера впервые в своей истории завоевало Суперкубок Белоруссии, победив в решающем матче ФК «Неман» Гродно со счетом 2-0.
22 июня 2025 года по окончании проигранного (1:2) матча 13-го тура высшей лиги против дзержинского «Арсенала» сообщил на пресс-конференции о прекращении сотрудничества с минским «Динамо». Оставил команду на третьем месте в таблице, в семи очках от лидера «МЛ Витебск». Однако, на следующий день, 23 июня 2025 года, руководство клуба не приняло отставку и специалист остался на должности главного тренера минского Динамо.
18 июля по официальной информации «ушел в отпуск», оставив лагерь команды в Венгрии, где она готовилась ко 2-му раунду Лиги конференций. Накануне «Динамо», сыграв вничью с болгарским «Лудогорцем» (2:2), покинуло квалификацию Лиги чемпионов. Исполняющим обязанности главного тренера стал Александр Павлов. 13 августа официально покинул клуб по обоюдному согласию сторон. Тренеру предлагали остаться в «Динамо» в должности главного тренера, однако он ответил отказом.

### Личная жизнь
Супруга — врач-стоматолог. Имеет двух сыновей.

## Достижения

### Игровая карьера
БАТЭ
- Чемпион Белоруссии (2): 1999, 2002
- Серебряный призёр (3): 1998, 2000, 2004

«Динамо-93»
- Обладатель Кубка Белоруссии: 1994/95
- Бронзовый призёр (2): 1994/95, 1995

ЦСКА (Москва)
- Финалист Кубка России: 2000

### Тренерская карьера
«Минск»
- Обладатель Кубка Белоруссии: 2013

«Динамо» (Минск)
- Чемпион Белоруссии (2): 2023, 2024
- Обладатель Суперкубка Белоруссии: 2025

### Личные достижения
- 6 раз включался в список 22 лучших футболистов чемпионата Белоруссии (1995, 1997—2000, 2002).
- Лучший тренер Белоруссии: 2024

## Статистика

### Голы за сборную
| # | Дата                | Соперник | Счёт | Результат | Соревнование      |
| - | ------------------- | -------- | ---- | --------- | ----------------- |
| 1 | 5 августа 1997 года | Израиль  | 1:2  | 2:3       | Товарищеский матч |
| 2 | 29 марта 2000 года  | Болгария | 1:2  | 1:4       | Товарищеский матч |

### Тренерская карьера
| Клуб           | Страна     | Начало работы    | Окончание работы | М   | В   | Н  | П   | МЗ  | МП  | РМ   | % В   |
| -------------- | ---------- | ---------------- | ---------------- | --- | --- | -- | --- | --- | --- | ---- | ----- |
| Минск          | Белоруссия | 30 декабря 2011  | 12 октября 2013  | 71  | 28  | 17 | 26  | 94  | 92  | +2   | 39,43 |
| Урал           | Россия     | 3 сентября 2015  | 1 ноября 2016    | 39  | 13  | 10 | 16  | 44  | 52  | -8   | 33,33 |
| Крылья Советов | Россия     | 3 ноября 2016    | 31 мая 2017      | 18  | 5   | 6  | 7   | 25  | 25  | 0    | 27,77 |
| Анжи           | Россия     | 14 августа 2017  | 30 мая 2018      | 27  | 6   | 6  | 15  | 32  | 53  | -21  | 22,22 |
| Арарат-Армения | Армения    | 1 августа 2018   | 25 сентября 2018 | 9   | 4   | 2  | 3   | 16  | 12  | +4   | 44,44 |
| Торпедо-БелАЗ  | Белоруссия | 3 января 2019    | 10 сентября 2019 | 21  | 10  | 5  | 6   | 36  | 25  | +11  | 47,61 |
| Минск          | Белоруссия | 4 августа 2020   | 4 декабря 2020   | 14  | 8   | 2  | 4   | 32  | 21  | +11  | 57,14 |
| Минск          | Белоруссия | 27 сентября 2021 | 20 ноября 2022   | 38  | 14  | 11 | 13  | 52  | 56  | -4   | 36,84 |
| Динамо Минск   | Белоруссия | 21 ноября 2022   | н.в.             | 95  | 59  | 16 | 20  | 175 | 75  | +100 | 62,10 |
| Всего:         |            |                  |                  | 332 | 147 | 75 | 110 | 506 | 411 | +95  | 44,27 |